# دوكا مادوريرا
دوكا مادوريرا (بالبرتغالية: Doka Madureira‏) (11 فبراير 1984 بسينا مادويرا في البرازيل - ) هو لاعب كرة قدم برازيلي في مركز الوسط. لعب مع نادي إسطنبول باشاكشهر ونادي باهيا ونادي غوياس ونادي ليتكس لوفتش وRio Branco Football Club ‏.

## وصلات خارجية
- دوكا مادوريرا على موقع اتحاد تركيا (لاعب) (الإنجليزية)
- دوكا مادوريرا على موقع قاعدة بيانات كرة القدم.إي يو (الإنجليزية)
- دوكا مادوريرا على موقع Soccerway.com (الإنجليزية)
- دوكا مادوريرا على موقع عالم كرة القدم.نت (الإنجليزية)